# Ferdinand von Herff

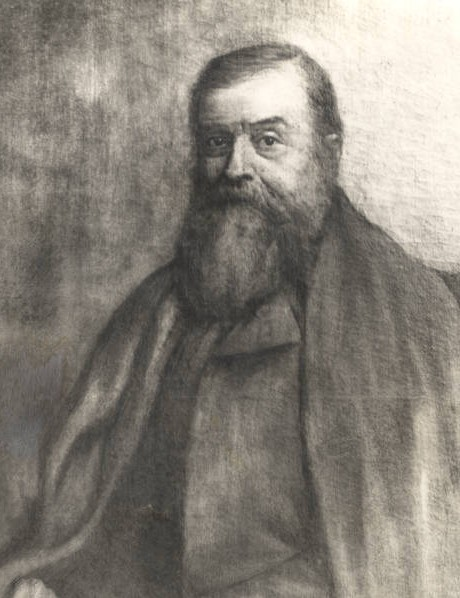
Ferdinand von Herff
(Zeichnung ca. 1910;
UTHSCSA Libraries)

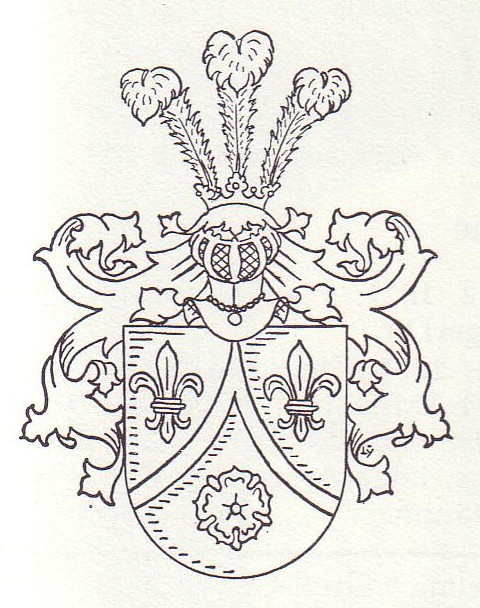
Das Wappen der Familie von Herff (1814)

Ferdinand von Herff (* 29. November 1820 in Darmstadt, Hessen; † 18. Mai 1912 in San Antonio (Texas)) war ein deutschamerikanischer Chirurg. Er gilt als „Vater des texanischen Krankenhauswesens“.

## Familie
Er war der Sohn des Gutsbesitzers und großherzoglich hessischen Geheimrats Christian von Herff (1784–1853), Regierungsrat (Gerichtsrat) am hessischen Oberappellations- und Kassationsgericht, Herr auf Neutsch i. Odenwald und der Elisabeth Freiin von Meusebach (1795–1871) aus Dillenburg, eine Cousine des Otfried Hans Freiherr von Meusebach (1812–1897), Generalkommissar des Mainzer Adelsvereins. Vater Herff war am 29. Juli 1814 in Darmstadt in den großherzoglich hessischen Adelsstand erhoben worden.
Herff heiratete am 1. Mai 1849 in Deutschland Mathilde Klingelhöffer (* 30. Januar 1823 in Gießen, Hessen; † 9. Juli 1910), die Tochter des Georg Friedrich Wilhelm Hermann Klingelhöffer (1796–1821) und der Emilie Hoffmann (1803–1835).

## Leben
Während seiner Studienzeit an der  Rheinischen Friedrich-Wilhelms-Universität Bonn lebte Herff bei seinem Onkel, dem Präsidenten dieser Universität, wodurch er viele Prominente kennenlernte. Hier wurde er 1839 auch Mitglied des Corps Palatia Bonn. Später studierte er an der  Friedrich-Wilhelms-Universität zu Berlin bei den besten Medizinern modernste Konzepte und Techniken der Medizin und beschloss sein Studium im Jahr 1843 an der Hessischen Ludwigs-Universität mit der Promotion. In Gießen wurde er 1842 Mitglied des Corps Starkenburgia. Während seines anschließenden Dienstes als Militärarzt in der hessischen Armee (1843–1847) entwickelte er selbst neue Techniken in der plastischen Chirurgie und in der Tuberkulosebehandlung. Dadurch wurde er schon als junger Arzt international und in höchsten Kreisen des europäischen Adels bekannt.
Wegen der innenpolitischen Unruhen in Deutschland wanderte Herff wie viele andere Intellektuelle (siehe Dreißiger und Forty-Eighters) und von seinem Freund Hermann Spieß überredet, dem damaligen Generalkommissar des „Mainzer Adelsvereins“, schon 1847 in die USA aus, begleitete von Spieß geführte Auswanderergruppe und unterstützte anschließend in Texas mit Gustav Schleicher eine Gruppe Intellektueller, die „Gesellschaft der Vierziger“, bei der Gründung der allzu utopischen, weil edel-kommunistischen bzw. sozialistischen Siedlung Bettina (Texas) am Nordufer des Llano River (Llano County) in der Nähe der Ortschaft Castell (Texas). Da diese Gruppe nur aus politisch interessierten Intellektuellen bestand, handwerklich aber völlig unbegabt und keine Landwirte, hatte diese Kommune, die sie nach der Dichterin Bettina von Arnim benannt hatten, nur wenige Monate Bestand. Herff gehörte einer Gruppe deutscher idealistischer Sozialisten an, zu denen auch Eduard Degener, Ernst Kapp und Edgar von Westphalen gehörten, der Schwager von Karl Marx.
Im Jahr 1848 kehrte Herff zwar kurz nach Deutschland zurück, aber doch in dem Bewusstsein, Texas würde seine neue Heimat werden. Er diente nur kurz in der Armee als Militärarzt, wo er wieder sehr erfolgreich war: Da er auf strengste Sauberkeit achtete, sich vor jeder Operation mit Seife wusch und seine Instrumente sterilisierte, traten die sonst üblichen Infektionskrankheiten nur in unvergleichlich geringem Ausmaß auf.
Anschließend kehrte er 1849 mit seiner Ehefrau Mathilde über New Orleans (Louisiana) nach Texas zurück, ließ sich dort einbürgern und verzichtete fortan auf seinen Adelstitel. Anfangs siedelte das Ehepaar in New Braunfels, dann zogen sie 1850 nach San Antonio, wo Herff seine herausragende Karriere als Mediziner begann.
Herff war der erste Arzt, der bei einem Indianer-Häuptling erfolgreich einen Katarakt und 1854 zum ersten Mal in Texas einen narkotisierten Patienten operiert hat. Herff entwickelte das texanische Medizinalwesen, das zu jener frühen Zeit der Besiedlung mehrheitlich noch unter freiem Himmel, in Privathäusern oder Hotels praktiziert wurde, weshalb er auch maßgeblich an der Gründung des ersten Krankenhauses in San Antonio beteiligt war.
Er war Mitbegründer der Bexar County Medical Society, der West Texas Medical Association, der Texas Medical and Surgical Record und der Texas Medical Association und gehörte dem Texas State Board of Medical Examiners an.
Die Familie besaß eine Farm bei Boerne (Kendall County, Texas) und förderte auch die Entwicklung der Stadt, weshalb die Einwohner in Erinnerung an Herffs Lieblingsplatz auf dem Malakopf Mountain dort einen Obelisken errichteten, der, nachdem er verwittert war, im Jahr 1952 von den Enkeln John B. und Ferdinand Peter Herff restauriert wurde und 1982 in die Liste der texanischen Denkmale („Texas Historical Marker“) aufgenommen wurde.
Auf seiner Farm erlaubte er auch um 1865 dem deutschen Flugzeug-Pionier Jacob Brodbeck (1821–1910), seine Experimente zum Bau eines neuartigen „Luftschiffs“ durchzuführen und unterstützte ihn aktiv dabei.
Das Ehepaar ist mit Angehörigen auf dem Stadtfriedhof von San Antonio begraben (Plot 16 A & B).

## Ehrungen
- Ehrendoktor der Universität Gießen
- Ehrendoktor des St. Louis College of Physicians and Surgeons
- Ehrenmitglied des Corps Starkenburgia

## Werke
- The Regulated Emigration of the German Proletariat with Special Reference to Texas: Being Also a Guide for German Emigrants. Deutsche Erstausgabe: Franz Varrentrapp Verlag Frankfurt am Main 1850. - Englische Übersetzung: Arthur L. Finck Jr., Trinity University Press, San Antonio (Texas) 1978